# Сан-Іґнасіо-Міні
27°15′19″ пд. ш. 55°31′54″ зх. д. / 27.25528° пд. ш. 55.53167° зх. д.
Сан-Іґна́сіо-Міні́ (ісп. San Ignacio Miní) — єзуїтська місія на території сучасної аргентинської провінції Місьйонес Була заснована в 1632 році, як одна з 30 місій, заснованих єзуїтами на території сучасних Аргентини, Бразилії і Парагваю, заселеній на той час індіанцями-ґуарані. Стиль комплексу будівель відомий як бароко гуарані.
Спроєктована італійським архітектором Хуаном Бразанеллі (італ. Juan Brasanelli), будівля церкви має 74 м завдовжки і 24 метри завширшки, із стінами з червоного пісковика, що мають товщину до двох метрів, — одна з найвидатніших споруд подібного типу. У 1733 в місії проживало до 4000 хрещених індіанців гуарані, збереглося кладовище тієї пори. Внаслідок війни Ґуарані та ліквідації Сімох східний місій та інших поселень, всі єзуїтські місії були ліквідовані.
На території пам'ятника діє музей. У 1984 році руїни місії Сан-Іґнасіо-Міні, разом з ще чотирма подібними пам'ятниками на території Аргентини і Бразилії, були включені до списку Світової спадщини ЮНЕСКО.

## Галерея

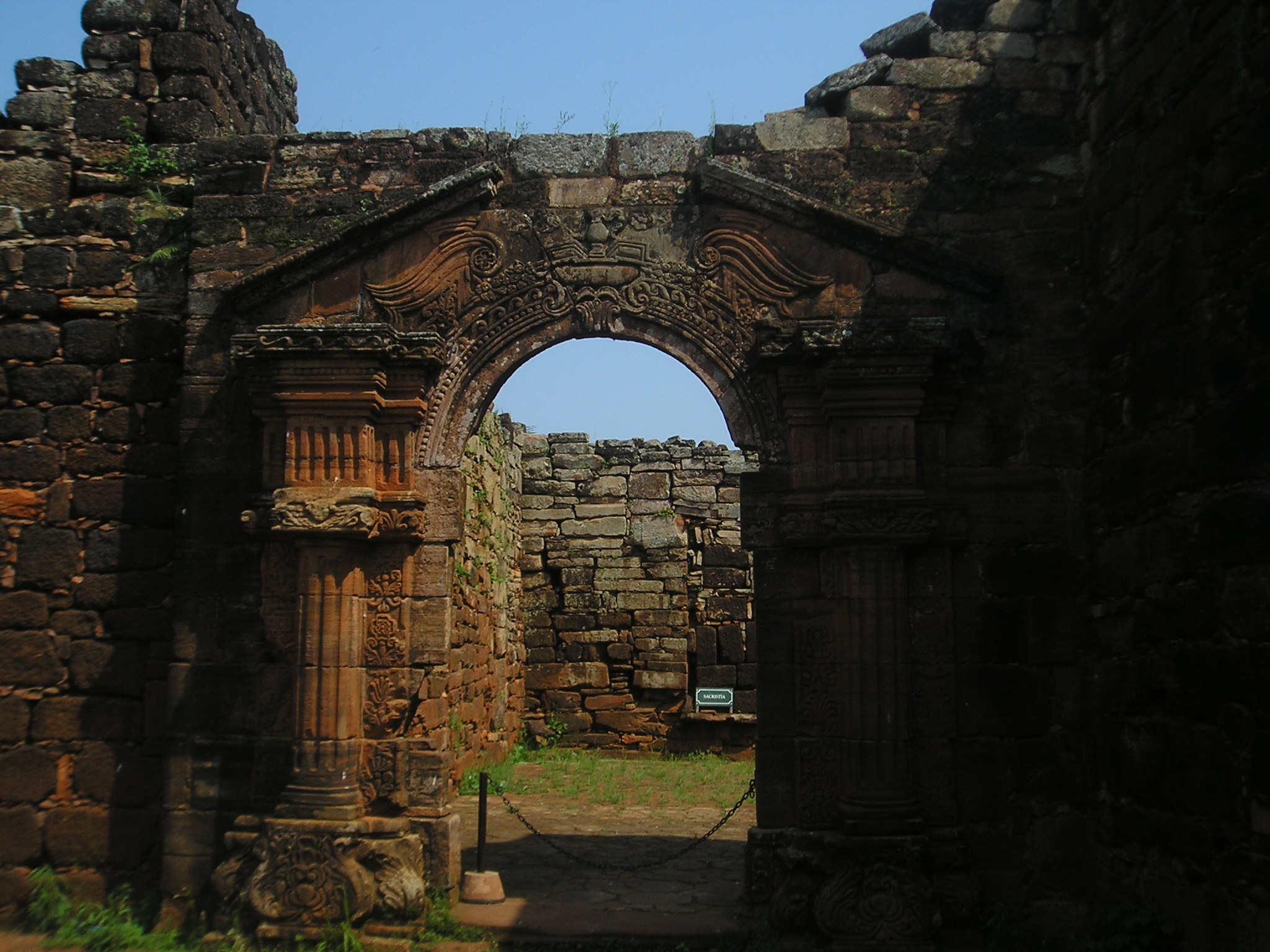
Вхід до ризниці
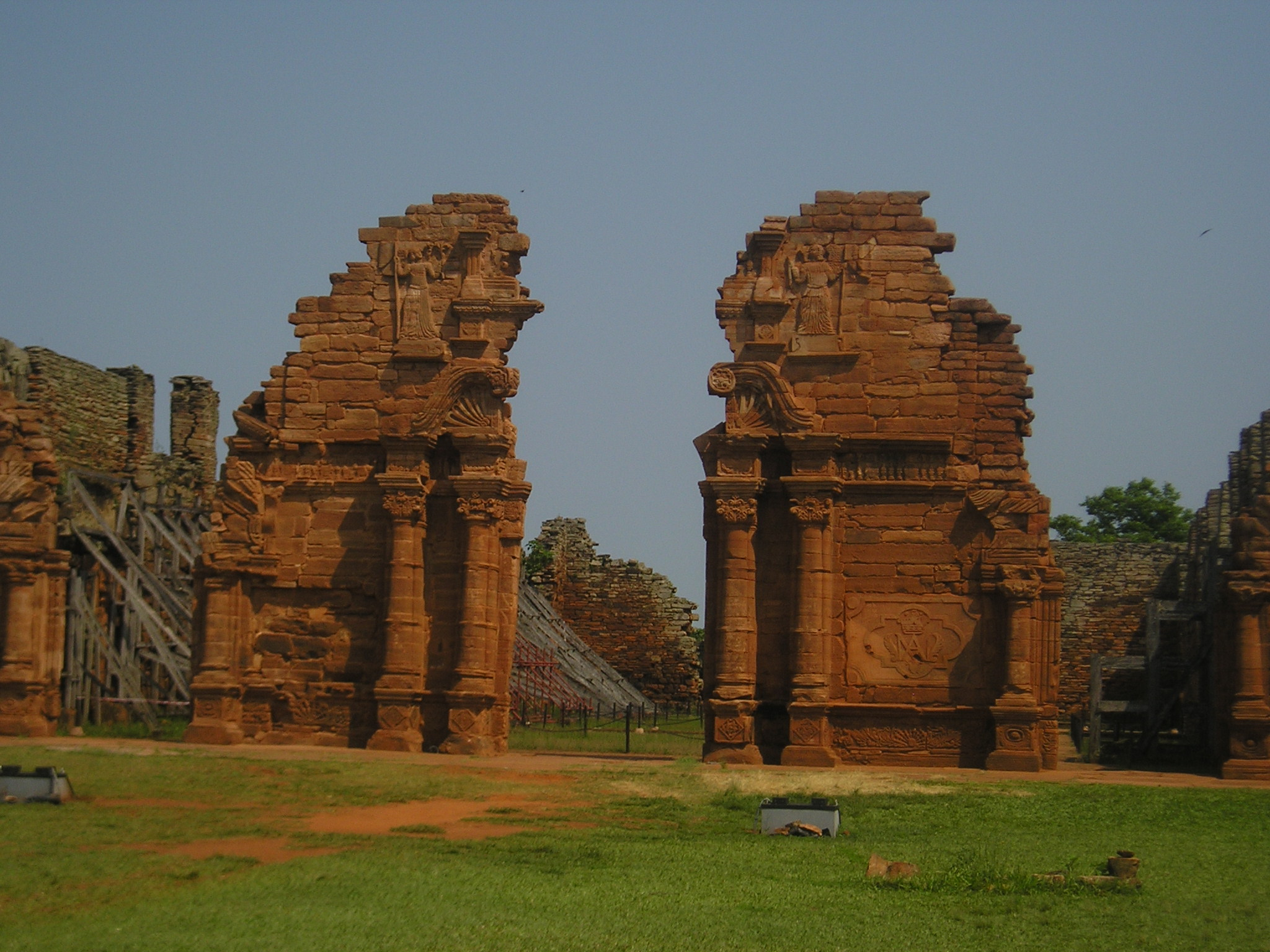
Вхід до церкви
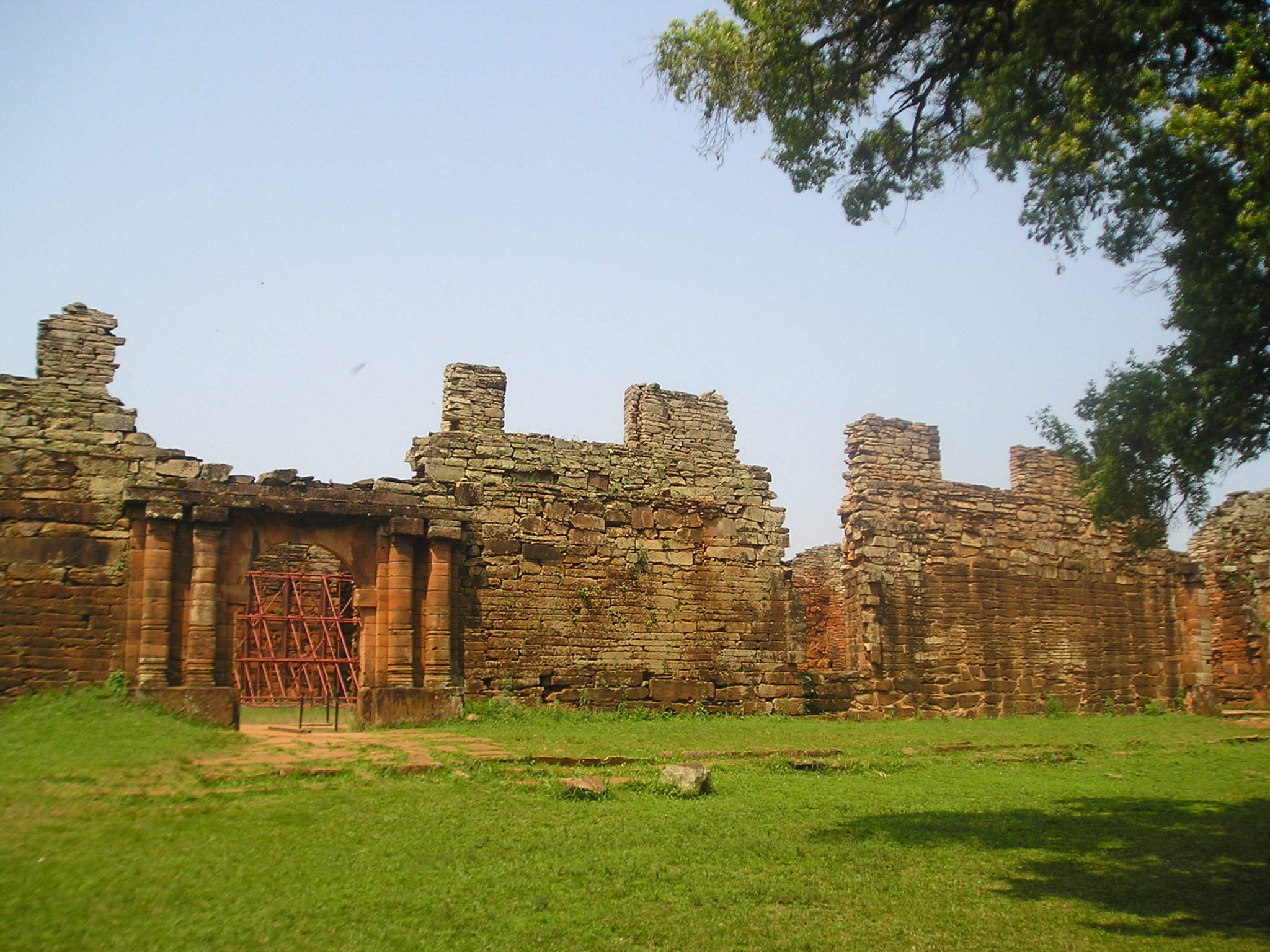
Вид церкви з цвинтаря
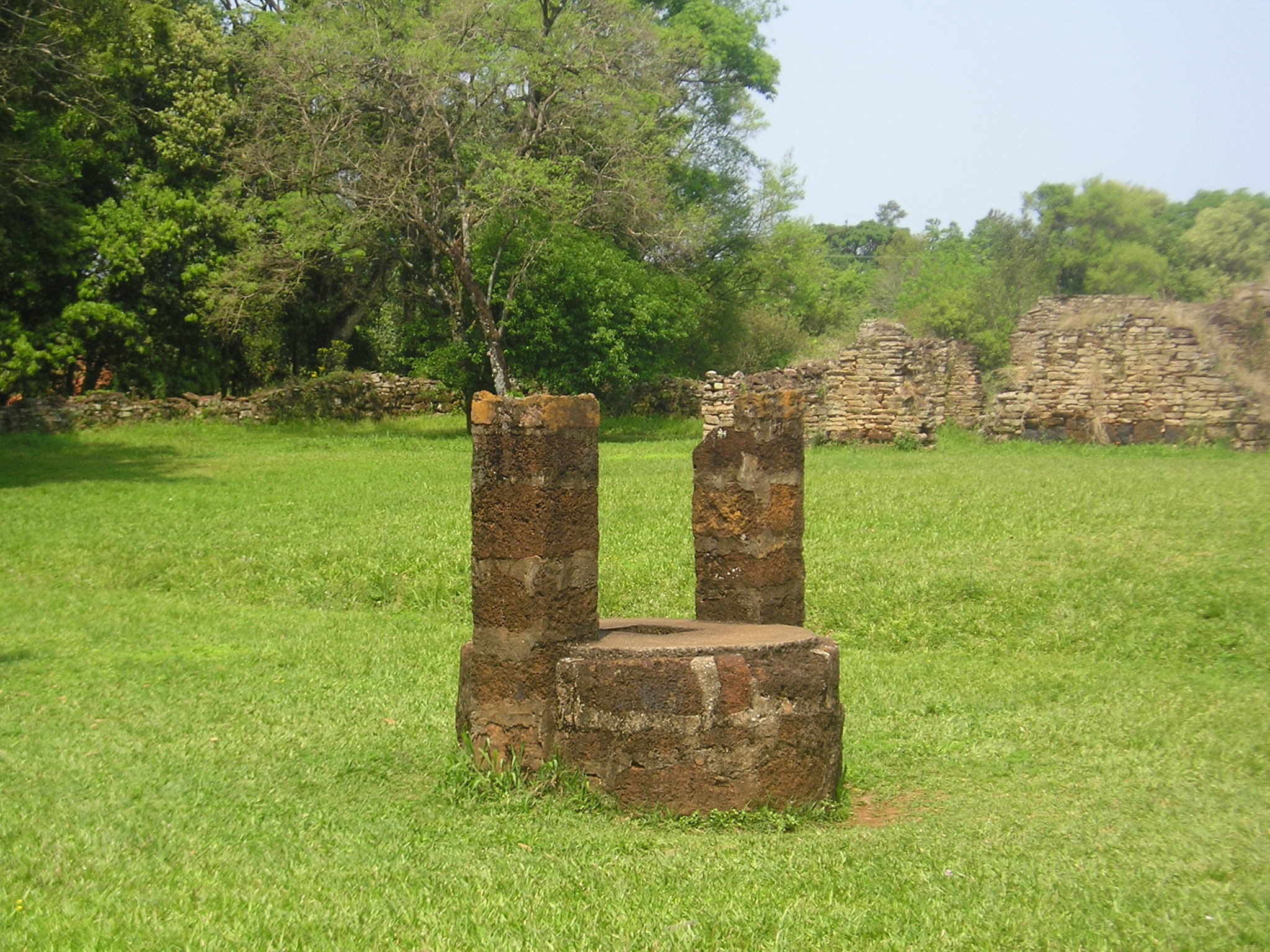
Колодязь